# تونل‌های مرکز شهر هادسون
Route map: Bing / Google
تونل‌های مرکز شهر هادسون (که قبلاً تونل خیابان Cortlandt گفته می‌شد)، یک جفت تونل هستند که قطارهای PATH را زیر رودخانه هادسون در ایالات متحده، بین نیویورک تا شرق و جرسی سیتی، نیوجرسی، در غرب حمل می‌کنند. این تونل‌ها بین ایستگاه مرکز تجارت جهانی در سمت نیویورک و ایستگاه Exchange Place در سمت نیوجرسی سرویس دهی دارند.
PATH دو مسیر، نیوآرک - مرکز تجارت جهانی و هابوکان -مرکز تجارت جهانی، را از طریق تونل‌های مرکز شهر خدمات می‌دهد. اولی به‌طور معمول ۲۴/۷ فعالیت می‌کند، در حالی که دومی فقط در روزهای هفته فعالیت می‌کند. با این حال، از آغاز سال ۲۰۱۹، تونل‌های مرکز شهر به دلیل آسیب‌های گسترده در طی طوفان سندی در سال ۲۰۱۲، بازسازی می‌شوند. در نتیجه، مسیر نیوآرک - مرکز تجارت جهانی، فقط در روزهای هفته و تعطیلات آخر هفته تا سال ۲۰۲۰، تا مرکز تجارت جهانی خدمات می‌دهد. در بیشتر تعطیلات آخر هفته، مسیر خدمات در Exchange Place خاتمه می‌یابد.

## شرح
تونل‌های مرکز شهر هادسون از مسیری تقریباً شرقی - جنوب شرقی به غرب - شمال غربی زیر رودخانه هادسون استفاده می‌کنند و منهتن را در شرق با شهر جرسی در غرب وصل می‌کنند. هر مسیر در تونل مخصوص به خود قرار دارد، که با اثر به اصطلاح پیستون امکان تهویه بهتر را فراهم می‌کند. وقتی قطار از تونل عبور می‌کند، هوا را در جلوی خود به سمت نزدیکترین شاخه تهویه سوق می‌دهد و همچنین هوا را از نزدیکترین شاخه تهویه پشت سر خود به درون تونل ریلی می‌کشد. قطر هر دو تونل در مرکز شهر ۱۵ فوت ۳ اینچ (۴٫۶۵ متر) می‌باشد.
در انتهای منهتن، تونل‌ها در یک مسیر حلقوی بالون مانند به هم وصل می‌شدند. این مسیر حلقوی گنجایش خروجی پنج خط را دارد که توسط سه سکو ارائه شده‌است. این طرح در زمان اجرای ترمینال اولیه هادسون ساخته شده‌است، و طرح مشابهی در دو ایستگاه متوالی مسیر PATH مرکز تجارت جهانی وجود داشت، که جایگزین آن شدند. : 59–60  ایستگاه فعلی مسیر PATH مرکز تجارت جهانی شامل چهار سکو است، اما طرح کلی مسیربا مسیرحلقوی بالون مانند با پنج خط، از جهات دیگری شبیه به ایستگاه‌های قبلی مرکز تجارت جهانی است. : S.10 

## تاریخچه
این تونل‌ها پس از تونل‌های بالای شهر هادسون، (به انگلیسی: Uptown Hudson Tubes) دومین اتصال غیر آبی بین منهتن و نیوجرسی بود.: 15  ایده تونل‌های مرکز شهر توسط یک شرکت دیگر، شرکت راه‌آهن هادسون و منهتن (H&M)، در سال ۱۹۰۳ مطرح شد.
کار در بخش زیر آب تونل‌های مرکز شهر در آوریل ۱۹۰۵ آغاز شد. در ماه ژوئن، هیئت رئیسه کمیسیون ایالتی نیویورک طرح بخش پایانی تونل‌ها ی مرکز شهر منهتن را تصویب کرد. از آنجا که این تونل‌ها بودند، شرکت راه‌آهن هادسون و منهتن در دسامبر سال ۱۹۰۶ برای اجرای سیستم ریلی مسافری بین نیویورک و نیوجرسی از طریق تونل‌های بالای شهر و مرکز شهر تعیین شد. موقعیت تونل‌های مرکز شهر، در حدود ۱٫۲۵ مایل (۲٫۰۱ کیلومتر) ذر جنوب جفت تونل‌های بالای شهر، که تا آن زمان در دست ساخت بودند، : 19  و ۳٬۰۰۰ فوت (۹۱۰ متر) از این تونل‌ها ساخته شده بود، می‌باشد. ساخت تونل‌های مرکز شهر به خوبی پیش رفت و حفاری در اولین بخش تونل‌های مرکز شهر در ژانویه سال ۱۹۰۹ به پایان رسید، بدون اینکه کسی در طی این روند کشته شود. آغاز خدمات رسانی تونل‌ها در ۱۹ ژوئیه سال ۱۹۰۹ و با افتتاح ترمینال هادسون و راه‌آهن هادسون و منهتن، در منهتن پایین انجام شد. : 18  در ابتدا، سرویس دهی فقط برای اتصال به ایستگاه Exchange Place PRR تا Exchange Place انجام شد.
هنگامی که مرکز تجارت جهانی اصلی در 1960s ساخته شد، تونل‌های مرکز شهر خدمات خود را، به صورت تونل نگهداشته شده در ارتفاع، تا سال ۱۹۷۰ ارایه می‌دادند، تا هنگامی که یک ایستگاه PATH جدید ساخته شد. ایستگاه جدید PATH در ۶ ژوئیه ۱۹۷۱ افتتاح شد و ترمینال هادسون در آن زمان بسته شد. در سال ۱۹۷۸، تونل‌های مرکز شهر و بالای شهر توسط انجمن مهندسان عمران آمریکا به عنوان نشانه برجسته ملی تاریخی مهندسی عمران اعلام شد.
آخرین بقایای ترمینال هادسون یک لوله چدنی بود که در شالوده اصلی مرکز تجارت جهانی مدفون شده بود، و در نزدیکی خیابان کلیسا واقع شده بود. این لوله در رقومی بالاتر از سطح ایستگاه جدید PATH و همچنین بالاتر از سطح ایستگاه جایگزین در بعد از حملات ۱۱ سپتامبر، قرار داشت. لوله چدنی مذکور در سال ۲۰۰۸ و در زمان ساخت مرکز تجارت جهانی جدید برداشته شد.
در ۷ ژوئیه ۲۰۰۶، نقشه ای که گفته می شدبرای منفجر کردن مواد منفجره در تونل‌های PATH مرکز شهر هادسون (و در ابتدا گفته می‌شد نقشه بمباران تونل هلند است) است توسط دفتر تحقیقات فدرال کشف شد. این طرح شامل انفجار بمبی بود که می‌تواند تونل‌ها را به‌طور قابل توجهی ویران و در آن‌ها سیل جاری کند و تمام سرنشینان و وسایل نقلیه موجود در تونل را در زمان انفجار به خطر اندازد.
برنامه ریزان ترور معتقد بودند که در منهتن پایین می‌تواند در نتیجه انفجار، به دلیل آب رودخانه سیل به راه افتد و باقیمانده تونل پس از انفجار بالا رود. مقامات می‌گویند به دلیل استحکام تونل‌ها، این طرح غلط بود. از آنجایی که در حال حاضر کامیون‌های نیمه تریلر مجاز به عبور از تونل هلند نیستند، و حمل چنین بمبی بر روی یک قطار PATH غیرممکن بود، بردن مواد منفجره کافی به داخل تونل برای تحقق این طرح بسیار دشوار بود. اگر تونل منفجر شود و به آب رودخانه هادسون اجازه دهد تا درتونل (هلند) سیل به راه افتد، منهتن پایین از این منطقه نجات می‌یابد زیرا این منطقه ۲–۱۰ فوت (۰٫۶۱–۳٫۰۵ متر) بالاتر از سطح دریا واقع است. از هشت برنامه‌ریز این عملیات که از شش کشور مختلف بودند، سه نفر دستگیر شدند.
تونل‌های مرکز شهر هادسون در توفان سندی به شدت آسیب دیدند. در نتیجه، برای هماهنگی با انجام تعمیرات، خدمات دهی در خط نیوآرک - مرکز تجارت جهانی، بین مرکز مبادله و مرکز تجارت جهانی تقریباً در تمام تعطیلات آخر هفته در سال ۲۰۱۹ و ۲۰۲۰، بجز تعطیلات، به حالت تعلیق در خواهد آمد.